# 湖坊中共闽赣省委、省革委、省军区旧址
湖坊中共闽赣省委、省革委、省军区旧址位于中国江西省抚州市黎川县湖坊乡湖坊村，1987年被列为江西省文物保护单位，2019年被列为第八批全国重点文物保护单位。
1933年5月中共闽赣省委、省革委在黎川湖坊桥头龚家大屋成立，1933年6月4日，闽赣省军区在湖坊吴氏家庙成立。龚家大屋占地面积约200余平方米，傍厅两侧有大小房室20余间，厅前天井一方。吴氏家庙坐北朝南，面宽14.2米，纵深22.4米，占地面积318平方米。1933年7月，闽赣省委、省革命委员会、省军区机关由湖坊迁驻黎川县城邓氏家庙。